# Vítor Amadeu I, Príncipe de Carignano
Vítor Amadeu I, Príncipe de Carignano (Turim, 1 de março de 1690 – Turim, 4 de abril de 1741) era nobre italiano membro da Casa de Saboia. Foi Príncipe de Carignano de 1709 a 1741. Ele era filho de Emanuel Felisberto, Príncipe de Carignano e de sua esposa Maria Ângela Catarina d'Este.

## Biografia
Nascido em Turim, ele era o terceiro filho de quatro crianças e o primeiro varão.
Em 7 de novembro de 1714 casou-se com a princesa Maria Vitória de Saboia, filha legitimada do rei Vítor Amadeu II da Sardenha e de sua amante Jeanne Baptiste d'Albert de Luynes.
Seu sogro mostrou afeição por ele, mas acabou privando-o, em 1717, de sua renda de 400.000 libras anuais por causa de gastos excessivos. Foi então que ele mudou-se para a França, no final de 1718, para tomar posse de sua herança.
Desde que perdeu o Château de Condé para Jean-François Leriget de La Faye, que foi confiscado de sua família por Luís XIV, em 6 de março de 1719, ele se estabeleceu no Hotel de Soissons, que ele transformou junto com sua esposa, numa "casa de jogos suntuosa" que, durante algum tempo, abrigou o economista John Law. Ele morreu, arruinado, e seu hotel foi destruído para construir em seu lugar um salão de comércio de grãos, agora o local da Bolsa de Comércio de Paris.
Ele tinha uma paixão pela Opéra de Paris e foi nomeado intendente dos Menus-Plaisirs por Luís XV. Ele provocou a desgraça do cobrador de impostos Alexandre Le Riche de La Poupelinière depois que ele o pegou na companhia de sua amante, a atriz Marie Antier.

## Descendência
Vítor Amadeu I casou-se com a princesa Maria Vitória de Saboia, de quem teve os seguintes filhos:
- José Vítor Amadeu (1716 – 1716)
- Ana Teresa de Saboia (1717–1745), casou-se em 1741 com Carlos de Rohan, Príncipe de Soubise (1715–1787)
- Luís Vítor de Saboia (1717–1778), Príncipe de Carignano, casou-se com Cristina de Hesse-Rotemburgo, com descendência.
- Vítor Amadeu (1722, morreu jovem)
- uma filha, nascida em 1729